# Chodské náměstí (Plzeň)
Chodské náměstí je náměstí v Plzni, v městské části Jižní Předměstí. Náměstí je formováno především ulicemi Klatovskou a Edvarda Beneše, kterou je rozděleno na dvě části. Nejdůležitějšími budovami náměstí jsou Fakulta pedagogická Západočeské univerzity, kostel svatého Jana Nepomuckého a Střední průmyslová škola stavební. Na náměstí se dále nachází pomník 2. pěší divize americké armády, jako připomínka likvidace německého odstřelovače americkými vojáky. Chodské náměstí je každoročně jedním z dějišť vzpomínkových akcí při oslavách Dne svobody.

## Doprava
Po Klatovské třídě, která náměstím prochází, je vedena silnice I/27 tvořící hlavní průtah Plzní v severojižním směru. Po Klatovské třídě vede jedna z tramvajových tratí končící na Borských polích. Na trati v současnosti jezdí linka číslo 4, která má na náměstí zastávky. Noční autobusové linky N1 a N4 využívají zastávky před stavební průmyslovkou.